# Éliphas Lévi
 (février 2024).
 (janvier 2020).
Si vous disposez d'ouvrages ou d'articles de référence ou si vous connaissez des sites web de qualité traitant du thème abordé ici, merci de compléter l'article en donnant les références utiles à sa vérifiabilité et en les liant à la section « Notes et références ».
Pour les articles homonymes, voir Constant et Lévi.
Alphonse-Louis Constant, dit Éliphas Lévi, né le 8 février 1810 à Paris, où il meurt le 31 mai 1875, est un ecclésiastique français et une figure de l'occultisme. Auteur de nombreux essais, il était aussi peintre.

## Biographie

### 1810-1845: enfance, jeunesse et vocation religieuse

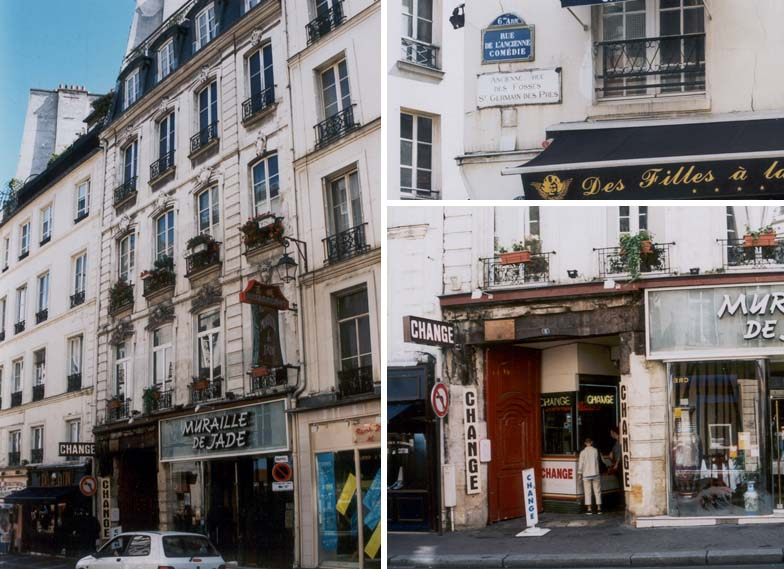
Maison natale d'Eliphas Lévi au 5 de la rue des Fossés-Saint-Germain-des-Prés (actuelle rue de l'Ancienne-Comédie) à Paris.

#### Jeunesse
Alphonse-Louis Constant nait le 8 février 1810, au no 5 de la rue des Fossés-Saint-Germain-des-Prés (devenue depuis rue de l'Ancienne-Comédie) à Paris, de Jean Joseph Constant, cordonnier, et Jeanne Agnès Beaucourt. Il est baptisé en l'église Saint-André-des-Arts.
Grâce à l'abbé J.-B. Hubault Malmaison, qui avait organisé dans sa paroisse un collège dispensant gratuitement les bases de l'instruction aux enfants pauvres, il fait ses premières études, puis entre en 1825 au petit séminaire Saint-Nicolas du Chardonnet, dirigé alors par l'abbé Frère-Colonna, qui l'oriente peut-être déjà vers l'étude de la magie.

#### Séminaire

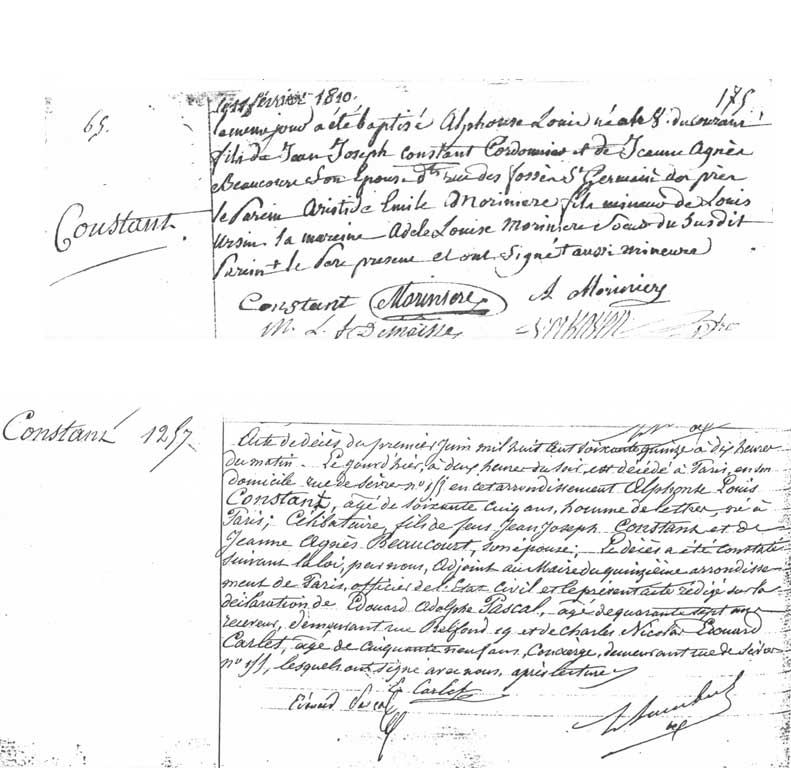
Extrait de naissance et extrait de décès d'Alphonse-Louis Constant, alias Eliphas Lévi Zahed.

En 1830, ayant terminé sa rhétorique, il passe, selon la règle, au séminaire d'Issy pour finir ses deux années de philosophie. La mort de son père intervient cette même année. Après Issy, il aboutit au séminaire de Saint-Sulpice pour faire sa théologie. Il y est ordonné sous-diacre et tonsuré.
En 1835, alors qu'il a la charge de l'un des catéchismes de jeunes filles de Saint-Sulpice, la jeune Adèle Allenbach lui est confiée par sa mère, avec mission de « la protéger tout spécialement et de l'instruire à part, comme si elle était la fille d'un prince ».
Sa mère, fervente catholique et épouse d'un officier suisse, avait émigré en France en 1830 parce que la religion de sa fille lui semblait menacée, et toutes deux vivaient depuis dans un grand dénuement.

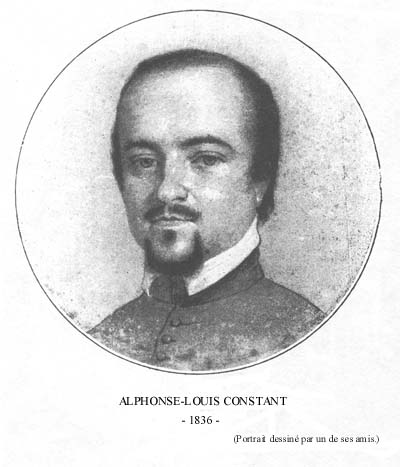
Alphonse-Louis Constant en 1836.

Le jeune abbé tombe peu à peu éperdument amoureux de sa protégée, en qui il croit voir la Sainte Vierge apparue sous une forme charnelle. Ordonné diacre le 19 décembre 1835, il quitte finalement le séminaire en juin 1836 avant de recevoir le sacrement de l'ordre ; mais entre-temps la jeune fille l'a délaissé.

#### Rencontres et lectures
Sa vieille mère infirme, qui avait mis toutes ses espérances en lui, très abattue par le départ de son fils du séminaire, se suicide quelques semaines plus tard en s'asphyxiant avec les émanations de son réchaud à charbon. Constant a un instant l'idée d'entrer à la Trappe, mais ses amis l'en détournent. Il passe une année dans un pensionnat près de Paris, puis accompagne un ami comédien ambulant nommé Bailleul dans une tournée en province.
En 1838, il se lie d’amitié avec la socialiste Flora Tristan (la grand-mère du peintre Paul Gauguin), et collabore avec Alphonse Esquiros, rencontré au petit séminaire, à la revue, Les Belles Femmes de Paris, qui révéla au public ses dons de dessinateur. Alors qu'il parcourt les salons pour sa revue, il fait un jour la connaissance d'Honoré de Balzac, alors en pleine gloire, chez Mme de Girardin.
Songeant encore à accéder à la prêtrise, il part pour l’abbaye de Solesmes, bien résolu à y passer le reste de ses jours. L'abbaye possédant une bibliothèque d'environ 20 000 volumes, dans laquelle il puise abondamment, il étudie la doctrine des anciens gnostiques, celle des pères de l'Église primitive, les livres de Cassien et d'autres ascètes, les pieux écrits des mystiques, et spécialement les livres de Mme Guyon.

#### Publications et emprisonnement
Durant son séjour à Solesmes, il fait paraître son premier ouvrage : le Rosier de Mai (1839). À cause d'une mésentente avec l'abbé de Solesmes, Constant quitte finalement l'abbaye au bout d'un an, sans le sou.
En intercédant auprès de l'archevêque de Paris, Mgr Affre, il finit par obtenir un poste de surveillant au collège de Juilly. Ses supérieurs le maltraitent, et dans son écœurement il compose, au grand scandale du clergé et des bien-pensants, la Bible de la liberté (1841). L'ouvrage paru le 13 février est saisi à Versailles une heure après sa mise en vente. Un grand nombre d'exemplaires ont tout de même été sauvés, et l'abbé Constant est arrêté dans les premiers jours du mois d'avril. Le procès a lieu le 11 mai 1841, l'abbé est condamné à 8 mois de prison et 300 francs d'amende. À la prison de Sainte-Pélagie, où il passa 11 mois (n'ayant vraisemblablement pas de quoi régler l'amende) il retrouve son ami Esquiros et l'abbé de Lamennais. Tous les moyens furent apparemment employés pour le faire mourir de chagrin et de misère. On intercepta ses lettres pour en dénaturer le sens, l'accusa d'être un vendu à la police, et il dut en outre subir l'animosité de certains autres détenus.[non neutre] Il chercha des consolations dans l'étude, lisant pour la première fois les écrits de Swedenborg. Mais ses amis du dehors ne l'oubliaient pas. Une certaine Mme Legrand, très riche amie de Flora Tristan, fit en sorte d'adoucir l'ordinaire du prisonnier en lui faisant porter une nourriture plus variée.

#### Deuxième nom
À sa sortie en avril 1842, Constant obtient, grâce à l'aumônier de Sainte-Pélagie, une commande de peintures murales pour l'église de Choisy-le-Roi où il habite au presbytère et commence, en 1843, l'écriture de la Mère de Dieu. Sa conduite étant exemplaire, Mgr Affre le recommande à Mgr Olivier, évêque d'Evreux, qui est prêt à l'accueillir à condition qu'il change son nom pour celui de sa mère, afin d'éviter tout scandale en rapport avec l'affaire de la Bible de la liberté.
Sous l'identité abbé Beaucourt, il part à Évreux en février 1843. Ses prédications y rencontrent un certain succès, ce qui suscite la jalousie des prêtres du diocèse[réf. nécessaire]. Au mois de juin le journal l'Univers annonce la mort de l'abbé Constant, information démentie ensuite par le Populaire, puis le 22 juillet 1843 parait dans l'Écho de la Normandie un article intitulé le Nouveau Lazare dans lequel est dévoilée la véritable identité de l'abbé Beaucourt, son procès et sa condamnation. Il est obligé de sortir du séminaire. L'évêque d'Évreux continue encore à pourvoir à sa subsistance et à l'aider par la commande d'une peinture murale pour un couvent. Cette même année 1843, Constant aurait été parrainé par des connaissances de son père[Lesquels ?] pour intégrer une société secrète à Lausanne, ouverte en 1677 par Louis Quinault : l'Ordre hermétique de la Rose-Croix universelle, où il serait parvenu au grade de Grand-Maître[réf. nécessaire]. Mgr Olivier est finalement très affligé par la sortie de la Mère de Dieu (1844), et fin février 1844, Constant doit retourner à Paris en laissant sa peinture inachevée.
Il revoit son amie Flora Tristan, qui meurt peu de temps après à Bordeaux. Il hésite longtemps avant de publier le manuscrit intégral de Flora Tristan, pensant qu'on l'en rendrait responsable, abandonne finalement le projet et édite le premier manuscrit sous le titre : l'Émancipation de la femme ou le Testament de la paria. À l'automne 1844, Mme Legrand lui demande de venir à Guitrancourt afin d'achever l'éducation de ses enfants. Il y demeure un an puis retourne à Paris et fait paraître son manifeste pacifique, inspiré par Silvio Pellico : la Fête-Dieu ou le Triomphe de la paix religieuse (1845).
Les idées utopistes et humanitaires du temps l’absorbent alors tout entier. Deux mouvements surtout suscitent en lui de profondes et longues méditations : le saint-simonisme et le fouriérisme.
« L'école saint-simonienne, malgré ses qualités estimables, m'a toujours inspiré une vive répulsion. Ils ont de la vraie religion tout excepté l'esprit de piété; leur femme libre me fait horreur et ils ne peuvent comprendre la charité puisqu'ils méconnaissent l'amour. Ils sont froids comme l'industrialisme, tranchants, despotes et calculateurs. Je me fâche quand je les vois toucher si près à nos grandes vérités que leur sécheresse de cœur compromet et profane. Enfantin a certainement des aperçus remarquables mais il est plein d'égoïsme et de fatuité. »
— (Correspondance avec le baron Spedalieri)
« Fourier retourna le système de Swedenborg, pour créer sur la terre le paradis des attractions proportionnelles aux destinées. Par les attractions il entendait les passions sensuelles auxquelles il promettait une expansion intégrale et absolue. Dieu, qui est la suprême raison, marqua d'un sceau terrible ces doctrines réprouvées : les disciples de Fourier avaient commencé par l'absurdité, ils finirent par la folie. »
— (Histoire de la magie, p. 470)

### 1845-1855: vers l'ésotérisme et l'occultisme
En 1845, dans le Livre des larmes, il développe pour la première fois des notions ésotérisantes. Durant cette période, il compose aussi des chansons réunies dans le recueil Les Trois Harmonies. Les éditeurs de ce livre lui commandent des illustrations pour deux ouvrages d'Alexandre Dumas : Louis XIV et son siècle et le Comte de Monte-Cristo,. Adèle Allenbach, devenue actrice, vient le voir souvent. Elle conserva toujours la même admiration pour son « petit-père » dont elle accompagna le cercueil jusqu'à sa dernière demeure.
Alphonse-Louis Constant habite quelque temps à Chantilly, puis revient se fixer à Paris, au 10 de la rue Saint-Lazare. Il devient l'ami de Charles Fauvety et les deux hommes fondent en 1845 la revue mensuelle la Vérité sur toutes choses, qui ne parait que pendant quatre mois.

#### Paternité et mariage
Depuis son retour d'Évreux, il se rend fréquemment à Choisy-le-Roi où il avait rencontré en 1843 Mlle Eugénie Chenevier, sous-maîtresse à l'Institution Chandeau. Parmi les pensionnaires de l'Institution, Eugénie s'était liée d'amitié à la jeune Marie-Noémi Cadiot. Lorsque les deux jeunes filles sortent le dimanche, Constant les accompagne et ils passent tous trois de bons moments.
Eugénie Chenevier accepte d'être sa femme devant Dieu. Confiante en l'avenir, elle s'était déjà donnée à lui et attendait un enfant. Ce fils, Xavier Henri Alphonse Chenevier, qui naîtra le 29 septembre 1846, vivra jusqu'en 1916 et aura lui-même un fils, Pierre (par la ligne d’Eugénie, la descendance d’Éliphas Lévi représente aujourd’hui plus de 40 personnes, à la sixième génération).
Mais Marie-Noémi Cadiot tombe amoureuse. Après avoir entretenu une correspondance enflammée avec Alphonse-Louis Constant, elle s'échappe un beau jour de chez ses parents pour aller se réfugier dans la mansarde de celui-ci. Son père exige alors le mariage, sous la menace d'une accusation de détournement de mineure, car la jeune fille n'a alors que 18 ans. Constant doit se résigner.
La cérémonie civile a lieu à la mairie du Xe arrondissement de Paris, le 13 juillet 1846. La famille Cadiot n'a pas voulu doter Noémi et les deux époux sont tellement dénués de ressources qu'ils font leur repas de noces avec quelques sous de pommes de terre frites achetées sur le pont Neuf.

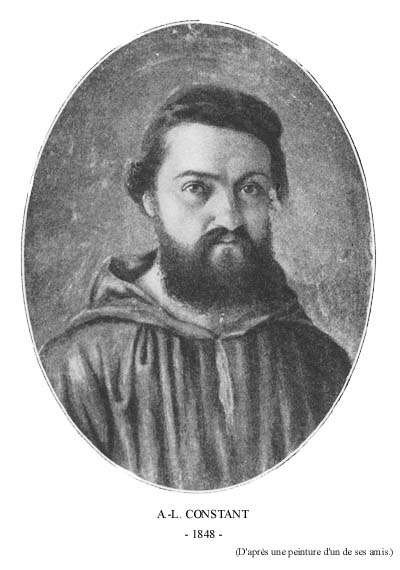
Alphonse-Louis Constant en 1848.

Depuis l'affaire de la Bible de la liberté (1841), on empêchait Constant d'exprimer sa pensée en lui refusant l'insertion dans les journaux. À l'instigation de Noémi, il se remet à faire de la politique. Il collabore notamment à La Démocratie pacifique, et écrit un pamphlet virulent : la Voix de la famine. Le 3 février 1847, on le condamne encore à un an de prison et 1 000 francs d'amende. Sa femme demande grâce pour elle et l'enfant qu'elle porte auprès des ministères et obtient finalement sa libération au bout de six mois. Mme Constant accouche en septembre 1847 d'une fille, Marie. La petite Marie mourra en 1854 à l'âge de sept ans, au grand désespoir de Constant qui l'adorait.
La révolution de février 1848 lui donnant plus de liberté, il commence à diriger une revue gauchisante : le Tribun du peuple, qui n'eut que quatre numéros, du 16 au 30 mars 1848. Il fonde ensuite avec ses amis Esquiros et Le Gallois un club politique : le Club de la montagne, composé surtout de travailleurs. Arrivent les journées de juin, insurrection des classes laborieuses amenée par la réaction pour faire périr la République naissante.[non neutre]
Le 23 juin 1848 faillit être fatal à Alphonse-Louis Constant : on fusille, croyant avoir affaire à lui, un marchand de vin qui lui ressemblait au coin de la rue Saint-Martin et de la rue d'Arcis. Le 24, Mgr Affre, voulant apaiser les insurgés, reçoit une balle et meurt trois jours plus tard. Constant désire représenter le peuple à l'Assemblée nationale, mais sa tentative échoue. Son ami Esquiros est en revanche élu le 13 mai 1849 et les deux hommes ne se fréquentent plus. le Testament de la liberté (1848), qui résume ses idées politiques, sera son dernier ouvrage du genre.
À cette époque, madame Constant, qui a déjà publié dans la revue de son mari et fréquenté le Club des femmes de Mme Niboyet, se lance dans le monde parisien. Elle écrit dans le Tintamarre et le Moniteur du soir des feuilletons littéraires sous le pseudonyme de Claude Vignon (tiré d'un roman de Balzac). C'est une période de relative aisance pour le couple. Noémi prend des leçons du célèbre sculpteur James Pradier, et grâce à cette haute relation, Alphonse-Louis Constant obtient deux commandes de tableaux du ministère de l'Intérieur.
Parallèlement, il lit la Kabbala Denudata de Knorr de Rosenroth, étudie les écrits de Jacob Boehme, Louis-Claude de Saint-Martin, Emanuel Swedenborg, Antoine Fabre d'Olivet, Chaho, et Görres.
Fin 1850, il rencontre l’abbé Jacques Paul Migne, fondateur et directeur de la librairie ecclésiastique de Montrouge, qui lui commande pour sa collection un Dictionnaire de la littérature chrétienne. Paru en 1851, l'ouvrage étonne par la science profonde qu'il renferme. Vers cette époque Constant rencontre le savant polonais Hoëné-Wronski, dont l’œuvre fait sur lui une impression durable et l’oriente vers la pensée mathématique et le messianisme napoléonien.

#### Troisième nom
Après cette rencontre, commence alors la rédaction du Dogme et rituel de la haute magie. Il prend le pseudonyme d'Éliphas Lévi, ou Éliphas Lévi Zahed (traduction en hébreu de Alphonse-Louis Constant) que lui avait légué l'Ordre Hermétique de la Rose-Croix Universelle.
« La foi n'est qu'une superstition et une folie si elle n'a la raison pour base, et l'on ne peut supposer ce qu'on ignore que par analogie avec ce qu'on sait. Définir ce qu'on ne sait pas, c'est une ignorance présomptueuse; affirmer positivement ce qu'on ignore, c'est mentir. »
— (Dogme et rituel de la haute magie, p. 360)
En 1865 Marie-Noémi Constant, qui avait une liaison avec un certain marquis de Montferrier depuis quelque temps, s'enfuit un jour à Lausanne pour ne plus revenir. Elle obtient un jugement en nullité de son mariage.
Profondément blessé, il se remet au travail pour tenter d'échapper au chagrin.

### 1854-1859: voyage et rencontres

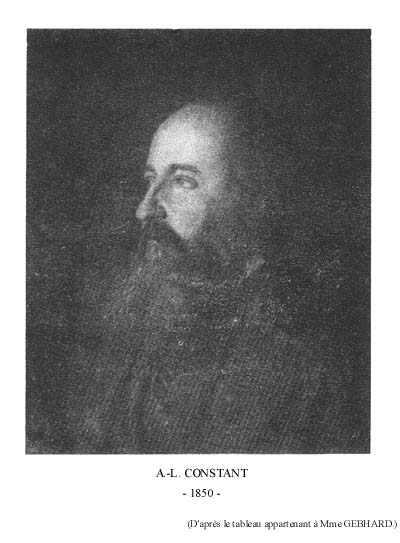
Eliphas Lévi en 1850.

Au printemps 1854, Alphonse-Louis se rend à Londres, y rencontre le Dr Ashburner et Edward Bulwer-Lytton, célèbre auteur de romans fantastiques (Zanoni, le Maître Rose-Croix est son ouvrage le plus connu), qui devient son ami et le fait admettre au sein des cercles rosicruciens. Encouragé par une amie de celui-ci initiée de haut grade, il tente une série d'évocations. Au cours de l'une d'elles, le fantôme d’Apollonius de Tyane lui apparaît en lui indiquant l'endroit de Londres où il pourrait trouver son Nyctemeron (cf. le récit du séjour dans Dogme et rituel de la haute magie, pages 132 à 135). Pourtant Éliphas Lévi demeurera toujours opposé aux expériences de magie. Quand plus tard il eut quelques disciples, il leur fit promettre de ne jamais tenter la plus petite expérience et de ne s'occuper que de la partie spéculative de la philosophie occulte.
Mlle Eugénie Chenevier vit à Londres depuis quelques années, où elle gagne péniblement de quoi élever son enfant. Constant lui écrit pour lui demander son pardon et il l'obtient. Pendant ce temps à Paris, son ami Adolphe Desbarolles prend avec l'ex-Mme Constant les arrangements nécessaires et fait déménager les affaires personnelles du maître.
Revenu en France en août 1854, Éliphas loge quelque temps dans l'atelier de peintre de son ami Desbarolles, puis habite une modeste chambre d'étudiant au 1er étage du 120 boulevard du Montparnasse, où il achève Dogme et rituel de la haute magie, qui paraît de 1854 à 1856. Alors commence le succès, mais non la fortune.
En 1855, il fonde avec Fauvety et Lemonnier la Revue philosophique et religieuse qui paraîtra pendant trois ans et dans laquelle il écrit de nombreux articles sur la Qabbale. Délaissant un peu la philosophie occulte, il se remet à composer des chansons. L'une d'elles, dans laquelle il compare Napoléon III à Caligula lui vaut une nouvelle fois la prison. Mais quelques jours après son incarcération, il écrit une autre chanson où il explique satiriquement que les juges ont commis une méprise, qu'il n'a jamais comparé personne à Caligula, et la fait porter à l'empereur qui lui pardonne. D'avril à juin 1856 il publie des chansons dans le Mousquetaire d'Alexandre Dumas grâce à Desbarolles.

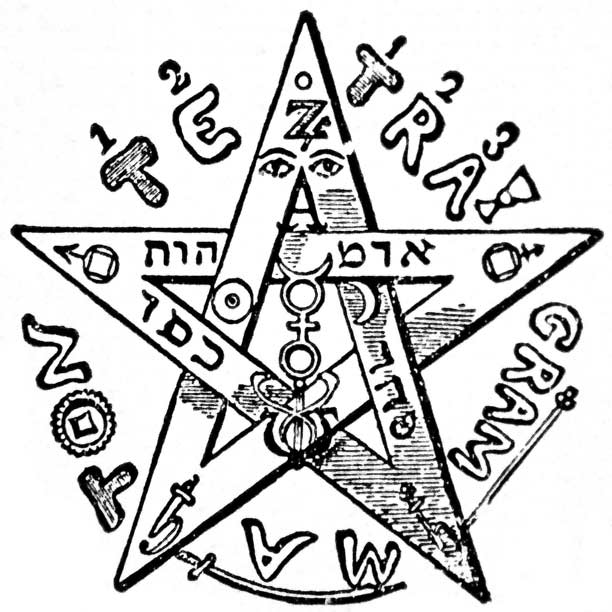
Pentagrame, figure du microcosme, la formule magique de l'Homme, Dogme et Rituel de la Haute Magie, 1855.

Le 3 janvier 1857, un événement sanglant plonge Paris dans la stupeur. L'archevêque de Paris, monseigneur Sibour, est assassiné par un prêtre interdit, Louis Verger, alors qu'il inaugurait la neuvaine de sainte Geneviève à Saint-Étienne-du-Mont. Les deux nuits précédentes, Éliphas avait fait (selon ses dires) un rêve prémonitoire qui se terminait pas les paroles : « viens voir ton père qui va mourir ! ». Son père étant mort depuis longtemps, il n'en comprend pas immédiatement le sens. Le 3 janvier vers quatre heures de l'après-midi, Éliphas se trouve parmi les pèlerins qui assistent à l'office au cours duquel l'archevêque devait succomber. Mais ce n'est qu'en lisant plus tard la description de l'assassin dans les journaux, qu'il se souvient d'un prêtre pâle rencontré avec Desbarolles un an auparavant chez Mme A. et qui cherchait Le Grimoire du pape Honorius. Cet épisode est relaté en détail dans la Clef des grands mystères (1861), pages 139 à 151.
Après trois années passées boulevard du Montparnasse, il va loger au 19 avenue du Maine vers juin 1857. Dans cette chambre ensoleillée, qu'il décore en mettant à profit ses talents d'artiste, il vit les sept meilleures années de son existence.

### 1859-1874: publications significatives, fin de vie

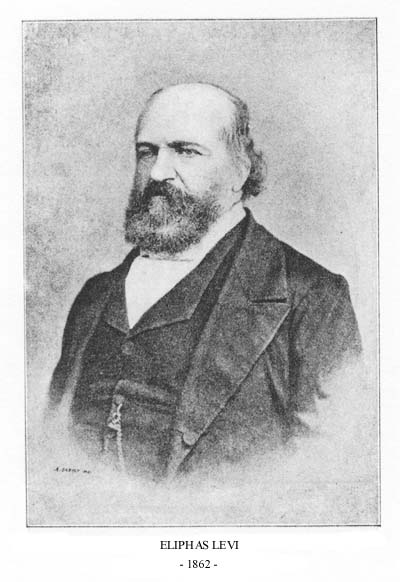
Eliphas Lévi en 1862.

En 1859, la publication de l'Histoire de la magie lui rapporte 1 000 francs, une somme pour l'époque, et la consacre à attirer à lui la plupart des ésotérisants français (notamment Henri Delaage, Luc Desages, Paul Auguez, Jean-Marie Ragon, Henri Favre, et le docteur Fernand Rozier, que l'on retrouvera plus tard aux côtés de Papus). Il connait aussi le cartomancien Edmond et le magnétiseur Cahagnet.
Sollicité par ses amis Fauvety et Caubet, il se fait recevoir maçon. Initié le 14 mars 1861 dans la loge la Rose du parfait silence, dont Caubet était le Vénérable, il déclare dans son discours de réception :
« Je viens apporter au milieu de vous les traditions perdues, la connaissance exacte de vos signes et de vos emblèmes, et par suite, vous montrer le but pour lequel votre association a été constituée... Car la rose et la croix m'ont tout donné »
— (Caubet, Souvenirs, Paris, 1893)
La cérémonie a lieu en présence d'un grand nombre de frères à qui il tenta d'expliquer que le symbolisme maçonnique est emprunté à la Rose-Croix et la Kabbale, peine perdue, on ne l'écouta pas.[non neutre]
Entre temps, Mlle Eugénie Chenevier et son fils étant revenus à Paris, Éliphas fait savoir qu'il désire s'occuper de l'enfant. La mère cède à ce désir, mais une brouille survient en 1867 pour des questions d'argent et il ne reverra plus ni la mère, ni le fils jusqu'à sa mort. En 1861, il publie la Clef des grands mystères, dernier volet de la trilogie commencée avec Histoire de la magie et Dogme et rituel de la haute magie.
Eliphas travaille beaucoup, initiant à l'occultisme des érudits appartenant à la plus haute aristocratie, et même l'évêque d'Évreux, Mgr Devoucoux, à qui il donne des leçons de Qabbale. Grâce à l'argent perçu en rémunération de ses leçons, il vit dans un relatif confort matériel, enrichissant sans cesse sa bibliothèque. Avec le comte Alexandre Branicki, hermétiste, il réussit quelques expériences probantes[réf. nécessaire] du Grand Œuvre dans un laboratoire installé au château de Beauregard, à Villeneuve-Saint-Georges. Ce château appartenait à la veuve d'Honoré de Balzac, Éliphas devint bientôt l'ami du beau-fils de Madame de Balzac, le comte Georges Mniszech. Le château, saccagé par les Prussiens en 1870, est aujourd'hui une maison de retraite à Villeneuve-Saint-Georges.

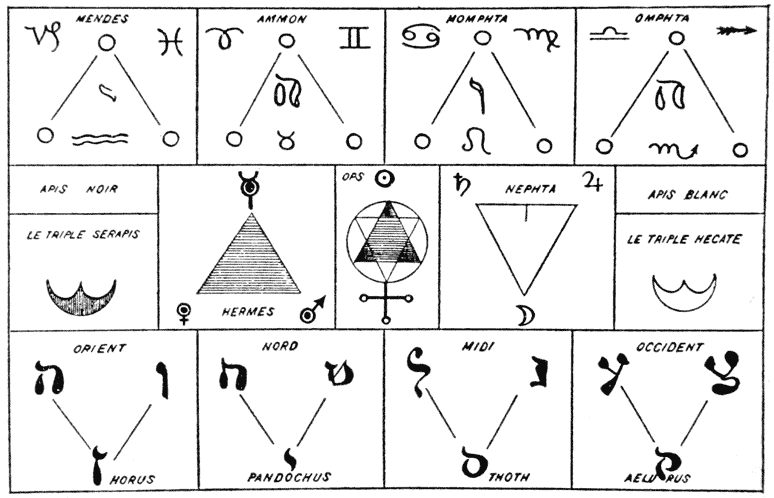
La clef d'Eliphas Levi pour la Bembine Table ou « Table des Isis », Histoire de la magie, 1859.

En mai 1861, il retourne à Londres, accompagné du comte Alexandre Branicki, passer quelques mois auprès d'Edward Bulwer-Lytton, futur membre de la Societas Rosicruciana in Anglia (1865). Au cours de ce deuxième séjour, Éliphas Lévi rend plusieurs fois visite à Eugène Vintras, qui lui avait envoyé deux de ses disciples pour l'inviter des années auparavant. Il le considère non pas comme un prophète, mais comme un médium singulier, un intéressant sujet d'études, et lui achète même son livre l'Évangile éternel.
En juillet 1861, le baron italien Spedalieri qui avait acheté chez un libraire de Marseille le Dogme et rituel de la haute magie, décide de prendre contact avec l'auteur. S'ensuit une correspondance de plus de 1 000 lettres, du 24 octobre 1861 au 14 février 1874. C'est un cours de Qabbale unique, précis, rempli de figures explicatives et d'anecdotes. Spedalieri sera l'un des plus importants mécènes du professeur de sciences occultes.
Rentré à Paris, Éliphas Lévi publie le Sorcier de Meudon, dédié à Mme de Balzac (Ewa Rzewuska Comtesse Hanska). Depuis son retour de Londres, il assiste régulièrement aux réunions maçonniques de la loge Rose du parfait silence. Le 21 août 1861, on lui confère le grade de Maître. À la suite d'un long discours sur les Mystères de l'initiation qu'il prononça le mois suivant, un Frère, le professeur Ganeval, ayant voulu présenter quelques observations sur ce qui venait d'être dit, se heurte aux protestations d'Éliphas, qui se retire et ne reparaitra plus en loge. Les tentatives de Caubet pour le faire revenir sur sa décision le lendemain seront infructueuses. La loge Rose du parfait silence sera mise en sommeil en 1885, mais n'y cherchons peut-être pas, comme Oswald Wirth, une relation de cause à effet.
« J'ai cessé d'être Franc-Maçon parce que les Francs-Maçons, excommuniés par le Pape, ne croyaient plus devoir tolérer le catholicisme. »
— (le Livre des sages)
Le 29 août 1862 paraît Fables et symboles, ouvrage dans lequel Éliphas Lévi analyse les symboles de Pythagore, des Évangiles apocryphes, du Talmud, etc. Quelquefois il fréquente incognito les réunions spirites pour se documenter. Pierre Christian, auteur de l'étrange roman l'Homme rouge des Tuileries, fut le voisin et l'ami d'Éliphas et profita de ses entretiens et de ses leçons toutes bénévoles. En 1863 meurt Louis Lucas, chimiste initié aux secrets d'Hermès, disciple de Wronski et ami d'Éliphas.
Le 15 mai 1864, Éliphas déménage dans un trois pièces au 2e étage du no 155 rue de Sèvres, sa dernière demeure. En 1865 paraît la Science des esprits, recueil d'essais traitant à nouveau du symbolisme des Évangiles apocryphes, du Talmud, etc. (et non de spiritisme). À l'été 1865, l'éditeur Larousse lui demande d'écrire quelques articles sur la Qabbale pour son Grand Dictionnaire. Il travaille en même temps à un ouvrage superbe, mais d’une valeur historique contestable[pourquoi ?], le Livre des splendeurs, qui traite surtout de la Qabbale du Zohar et qui ne paraîtra qu’après sa mort. 

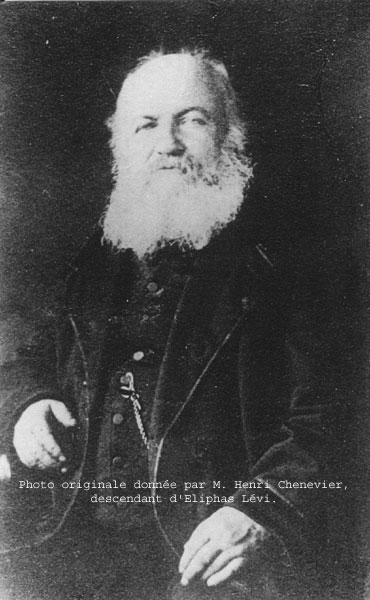
Portrait de 1872.

À cette époque il commence à ressentir souvent des maux de tête, qui le font beaucoup souffrir. Durant le siège de Paris en 1870, sa vie est des plus pénibles car les communications avec la province étant coupées, il ne peut plus recevoir de subsides de la part de ses élèves. La dureté de son service à la Garde Nationale révèle une maladie de cœur. Une fois la Commune terminée, Éliphas, totalement dénué de ressources une fois de plus, trouve chez une de ses élèves, Mme Mary Gebhard, qui habitait Elberfeld en Allemagne, une longue et chaude hospitalité. Les événements lui inspirent quelques pensées qu'il réunit sous le titre les Portes de l'avenir.
À son retour d'Allemagne, il apprend la mort de la baronne Spedalieri. La mort de sa femme affecte tellement le baron qu'il se croit devenu matérialiste et athée et finit par se détourner du Maître.[non neutre] En décembre 1871, Éliphas Lévi termine un autre manuscrit : le Grimoire franco-latomorum, consacré à l'explication des rites de la Franc-maçonnerie. À l'automne 1872, son ex-femme, écrivaine et sculptrice désormais reconnue, se marie avec le député de Marseille, Maurice Rouvier, qui deviendra ministre du commerce. Sa santé continue de se détériorer. À cause de sa maladie de cœur il est sujet à des évanouissements au cours desquels il dit avoir des visions extatiques. Pendant l'année 1873, il achève le manuscrit de l'Évangile de la science.
En novembre 1873, Judith Mendès, fille de Théophile Gautier, a besoin pour un de ses romans orientaux, de renseignements sur la Kabbale chaldéenne. La renommée la conduit tout droit chez Éliphas Lévi, qui invité un jour chez son père, prédit à la jeune femme ses futurs succès en lisant dans sa main. Son mari Catulle Mendès présente Éliphas à l'écrivain Victor Hugo, qui paraît-il connaissait les ouvrages du kabbaliste et les avait même appréciés.
L'année 1874 est très douloureuse à passer : une bronchite assez grave, des étouffements, une fièvre persistante ne lui laissent presque aucun repos. Ses jambes enflent peu à peu et une sorte d'éléphantiasis se déclare bientôt. En janvier 1875, il achève son dernier manuscrit : le Catéchisme de la paix.
Le 31 mai 1875, il meurt au 155 rue de Sèvres, à 65 ans. On l’inhume au cimetière d'Ivry, une simple croix de bois marquant l'emplacement de sa tombe. En 1881, son corps sera exhumé et ses restes placés dans la fosse commune.

## Œuvre

### Ouvrages signées Alphonse-Louis Constant

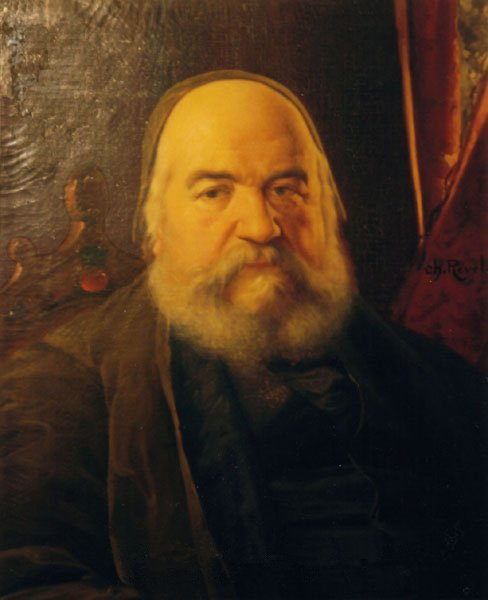
Éliphas Levi en 1874.

- 1832 : Nemrod (paru dans le Dictionnaire de littérature chrétienne)
- 1839 : le Rosier de mai ou la Guirlande de Marie
- 1841 : La Bible de la liberté
- 1841 : l'Assomption de la femme ou le Livre de l'amour
- 1841 : Doctrines religieuses et sociales
- 1844 : la Mère de Dieu, épopée religieuse et humanitaire
- 1845 : la Fête-Dieu ou le Triomphe de la paix religieuse
- 1845 : Paix ! Paix ! Réprimande adressée par un abbé et un théologien à Timon qui n'est ni l'un ni l'autre
- 1845 : le Livre des larmes ou le Christ consolateur, Essai de conciliation entre l'Église catholique et la philosophie moderne
- 1845 : les Trois Harmonies
- 1846 : la Dernière Incarnation
- 1846 : La Voix de la famine
- 1847 : le Deuil de la Pologne. Protestation de la Démocratie française et du Socialisme universel
- 1847 : Rabelais à la Basmette
- 1847 : les Trois Malfaiteurs
- 1847 : le Sorcier de la Devinière
- 1848 : la Marseillaise du peuple (chanson)
- 1848 : le Règne du peuple (chanson)
- 1848 : le Testament de la liberté
- 1851 : Dictionnaire de la littérature chrétienne

### Ouvrages signés sous le pseudonyme d'Éliphas Lévi

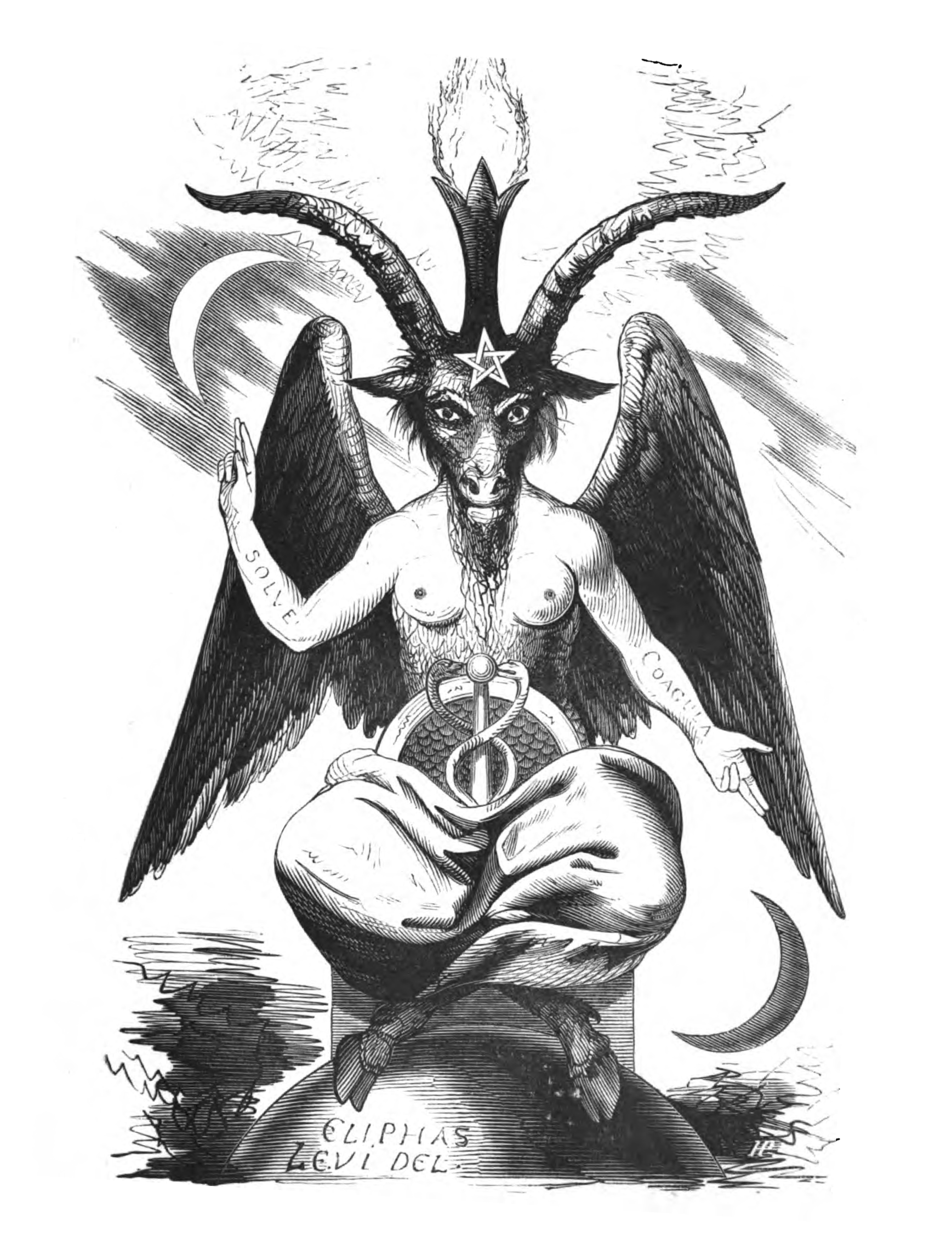
Le Baphomet dans l'ouvrage d'Éliphas Levi, (en) Dogme et Rituel de la Haute Magie, 1854.

- 1854 : (en) Dogme et rituel de la haute magie (tome 1 de 2)
- 1859 : Histoire de la magie
- 1859 : la Clef des grands mystères suivant Hénoch, Abraham, Hermès Trismégiste et Salomon Lire en ligne
- 1861 : Le Sorcier de Meudon
- 1863 : Appel de la Pologne à la France par un Polonais
- 1863 : Philosophie occulte. Première série : Fables et Symboles
- 1865 : Philosophie occulte. Seconde série : la Science des esprits

### Ouvrages posthumes
Dans cette section, la date indiquée est la date de rédaction et non celle de parution[pourquoi ?].
- 1854 : la Clavicule universelle des clavicules de Salomon ou le Grimoire des Grimoires
- 1856 : Carnet de notes d'Éliphas Lévi
- 1860 : la Clavicule prophétique des sept esprits de Jean Trithème
- 1861 : les Mystères de la Kabbale ou l'Harmonie occulte des deux testaments
- 1861 : Cours de philosophie occulte. Lettres au baron Spedalieri
- 1868 - 1869 : Le Grand Arcane ou l'Occultisme dévoilé, Chamuel, 1898
- 1869 - 1870 : le Livre des splendeurs
- 1869 - 1870 : le Livre des sages
- 1870 : les Éléments de la Kabbale
- 1871 : les Portes de l'avenir ou les Dernières Paroles d'un voyant
- 1871 : le Grimoire franco-latomorum
- 1872 - 1874 : le Voile du temple déchiré
- 1873 : l'Évangile de la science
- 1873 : la Religion de la science
- 1873 : les Paradoxes de la haute science
- 1874 : la Sagesse des Anciens
- 1874 : le Livre d'Abraham le Juif retrouvé
- 1875 : le Catéchisme de la paix suivi de Quatrains de la Bible et de la Bible de la liberté
- date non connue : Le Livre d'Hermès restitué et expliqué par Éliphas Lévi et commenté par Éliphas Ben Zahed, avec quarante-sept figures in texte et un album cartonné contenant les soixante-dix-huit lames du Tarot
- date non connue : l'Annexe de Salomon

## Postérité
La pensée d'Éliphas Lévi eut une grande influence sur Papus et Stanislas de Guaita, ainsi que sur Paul Redonnel, et, d'une manière générale, sur l'occultisme français fin-de-siècle. Son biographe, le poète Alain Mercier resituait son travail dans le courant du romantisme social et du renouveau de la pensée dite traditionnelle ou magique du XIXe siècle.
En 1896, Arthur Edward Waite traduit en anglais Dogme et Rituel de la Haute Magie (Transcendental Magic, its Doctrine and Ritual).
À partir de 1950, la maison d'édition Le Soleil noir avait coutume de mentionner sur ses ouvrages une citation d'Éliphas Lévi, justifiant ainsi sa marque ; l'éditeur renvoyait par la même à André Breton qui s'intéressa à la pensée de Lévi.
Éliphas Levi est le titre d'une chanson de l'album Merci (1984) du groupe Magma.